# Pergolide
Il  pergolide è un principio attivo che si utilizza nel trattamento della malattia di Parkinson, utilizzata anche in combinazione con il levodopa quando gli agonisti dei recettori della dopamina non hanno dimostrato effetti positivi.

## Avvertenze
Una volta che si avvicina la fine del trattamento occorre non terminarlo bruscamente. Da evitare in caso di gravidanza e allattamento (può provocare l'inibizione della lattazione) e se si sospetta un vizio valvolare. Occorre fare attenzione all'inizio del trattamento in quanto si può osservare ipotensione che potrebbe ostacolare la normale attività giornaliera della persona (come nella guida o nell'uso di particolari attrezzature).

## Controindicazioni
Controindicata in caso di episodi passati di fibrosi

## Dosaggi
Utilizzo senza combinazione con il levodopa
- 50 µg, da aumentare a 50 µg 2 volte al giorno (dose massima 5 mg al giorno, dose normale 2-2,5 mg al giorno)

Utilizzo in combinazione con il levodopa
- 50 µg, la dose viene aumentata con una cadenza di 3 giorni di 100-150 µg (dose massima 5 mg al giorno, dose normale 3 mg al giorno)

## Effetti indesiderati
Fra gli effetti collaterali più frequenti si riscontrano nausea, vomito, vertigini, cefalea, dispepsia, confusione, allucinazioni.